# Pedicularis yarilaica
Pedicularis yarilaica är en snyltrotsväxtart som beskrevs av Robert Reid Mill. Pedicularis yarilaica ingår i släktet spiror, och familjen snyltrotsväxter. Inga underarter finns listade i Catalogue of Life.